# Фабріціо Патерліні
Фабріціо Патерліні (італ. Fabrizio Paterlini; народився 22 лютого 1973 року в Мантуї, Італія) — італійський композитор класичної музики і піаніст; власник лейблу Fabrizio Paterlini Records.

## Біографія
Фабріціо Патерліні народився і живе в італійському місті Мантуя, розташованому на півночі Італії. Почав грати на фортепіано у шість років. Офіційне навчання за обраним напрямом мистецтва він проходив в Campiani's Academy, Mantua's Academy of Arts, які він закінчив за спеціальністю «Теорія Музики».
У 1990-ті композитор відточував свою майстерність як концертний музикант, виконуючи  класичний рок,  поп і джаз в місцевих колективах. Граючи в цих гуртах, почав складати свою музику, переважно під враженнями від  прогресивного року. Під кінець десятиліття Патерліні прийняв важливе рішення — зосередитися суто на фортепіано — інструменті, який, за його словами, «найкращим чином відображає його внутрішній світ».
Проте до початку 2006 року він не складав сольну музику для фортепіано. Цього року він зробив важливий крок у своїй творчості, випустивши свій дебютний диск Viaggi in Aeromobile (Подорож на літаку) на лейблі Music Center. Платівка отримала дуже схвальні відгуки в італійській спеціалізованій пресі. За випуском альбому відбулася низка виступів у книгарні Фельтрінеллі, і Ludas Club в Мантуї, а також просто неба  в парку Parco Giardino Sigurtà у  Вероні.
У 2008 році світ побачив мініальбом Патерліні, після якого було представлено повноцінний студійний альбом — Viandanze, випущений на Fabrizio Paterlini Records в грудні 2009-ого. Тим часом на сайті композитора з'явилися для безплатного завантаження перероблені 8 треків, спеціально для відтворення у спокійній обстановці чіл-ауту. Видання Viandanze частково фінансувалося коштом пожертв спільноти шанувальників Патерліні і вперше було виконано в 2010 році в Театрі Верді в Бускольдо, Мантуя.
Подальше розкриття поп потенціалу споглядальної музики Патерліні відбувалося у співпраці з британським музикантом і продюсером Томом Картером.
Виступи на престижних фестивалях, які відбулися після випуску в 2010-му альбому Fragments Found, знову ж на Fabrizio Paterlini Records, дозволило поставити Патерліні в один ряд з такими музикантами як Людовіко Ейнауді, Ерік Саті й Джордж Уінстон. 29 серпня 2011 року він випустив свій новий альбом Morning Sketches (Ранкові ескізи). Патерліні поширював свій альбом за схемою «назви свою ціну» із свого сайту.
Починаючи з 21 вересня 2011 року, він складав, записував і випускав через інтернет по одній пісні на тиждень протягом всього осіннього сезону. Цей проєкт був завершений у грудні 2011 року, внаслідок чого всі 14 пісень були включені в альбом Autumn Stories (Осінні історії), випущений 20 лютого 2012 року.

## Роботи
- Viaggi in Aeromobile (30 жовтня 2007)
- Viandanze (13 грудня 2009)
- Viandanze re-imagined (by Fabrizio Paterlini and March Rosetta) (27 травня 2010)
- Fragments Found (29 жовтня 2010)
- Morning Sketches (Digital Album) (29 серпня 2011)
- Autumn Stories (20 лютого 2012)
- Now (22 квітня 2013)
- The Art of the Piano (4 лютого 2014)
- Collected Songs (березень 2015)
- Live in Bratislava (грудень 2015)